# Martin Günthner

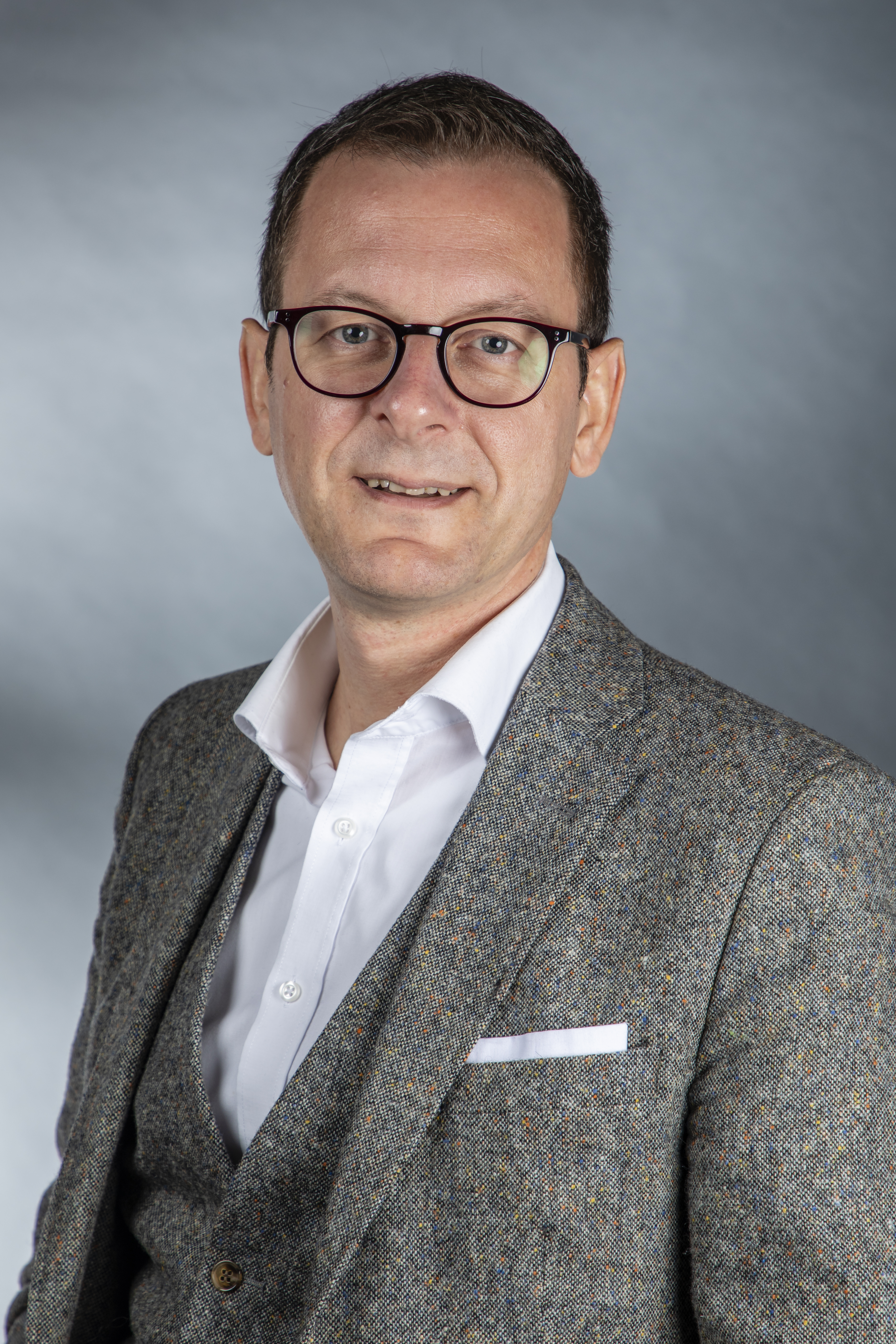
Martin Günthner (2019)

Martin Günthner (* 25. Januar 1976 in Bremerhaven) ist ein deutscher Politiker (SPD). Von 2010 bis 2019 war er Senator für Wirtschaft und Häfen (ab Juni 2011: Wirtschaft, Arbeit und Häfen) sowie Senator für Justiz und Verfassung der Freien Hansestadt Bremen.

## Biografie

### Familie, Ausbildung und Beruf
Nach dem Abitur belegte Günthner an der Universität Bremen ein Studium der Kulturgeschichte Osteuropas, Geschichte und Philosophie, das er ohne Abschluss beendete. Anschließend absolvierte er einen 18-monatigen Fernlehrgang in der Fachrichtung Public Relations mit dem Abschluss PR-Berater (DPRG). Vor der Übernahme des Senatorenamts war er als selbständiger Kommunikations- und PR-Berater tätig. An der Donau-Universität Krems absolvierte er ein Master-Studium in Organisational Communications.

### Politik
Günthner war von 1995 bis 1999 einer von drei gleichberechtigten Sprechern und von 1999 bis 2002 alleiniger Vorsitzender des Juso-Unterbezirks Bremerhaven. Von 1998 bis 2002 war er einer von drei gleichberechtigten Sprechern des Juso-Landesverbandes Bremen. Von 1997 bis 1999 gehörte Günthner als Nachrücker der Stadtverordnetenversammlung von Bremerhaven an. Von 2001 bis 2011 er stellvertretender Vorsitzender des SPD-Unterbezirks Bremerhaven.
Günthner war von 1999 bis zum 24. Februar 2010 Mitglied der Bremischen Bürgerschaft und seit 2007 stellvertretender Vorsitzender der SPD-Bürgerschaftsfraktion. Er gehörte dem Ausschuss für Angelegenheiten der Häfen im Lande Bremen (Vorsitzender), der staatlichen Deputation für Wirtschaft und Häfen sowie dem nicht ständigen Ausschuss zur Umsetzung der Föderalismusreform II im Land Bremen an.
Am 24. Februar 2010 wurde Günthner als Nachfolger von Ralf Nagel zum Senator für Wirtschaft und Häfen sowie zum Senator für Justiz und Verfassung der Freien Hansestadt Bremen gewählt (Senat Böhrnsen II). Nach der Bürgerschaftswahl in Bremen 2011 wurde Günthner als Senator für Wirtschaft, Arbeit und Häfen sowie Senator für Justiz und Verfassung erneut in die Landesregierung gewählt (Senat Böhrnsen III). 2012 wurde Günthner zum Vorsitzenden der Bremerhavener SPD gewählt.
 Im Juli 2015 wurde er im Senat Sieling wieder Senator für Wirtschaft, Arbeit und Häfen. Er berief Staatsrat Ekkehart Siering zu seinem Vertreter. Als Senator gehörte er den Aufsichtsräten der Bremer Landesbank (bis 2015), Bremenports, BLG Logistics Group und der Jacobs University Bremen sowie dem Verwaltungsrat der Bundesagentur für Arbeit (ab 2016) an.
2019 trat er als Senator zurück. Seine Nachfolgerinnen wurden im August 2019 Kristina Vogt (Die Linke) für den Bereich Wirtschaft, Arbeit und Europa sowie Claudia Schilling (SPD) für die Bereiche Häfen und Justiz. Nach dem Ausscheiden aus dem Senat wurde Günthner 2019 erneut Mitglied der Bremischen Bürgerschaft, übernahm dort in der SPD-Fraktion die Posten des stellvertretenden Fraktionsvorsitzenden und des medienpolitischen Sprechers.
2023 wurde er erneut, nun auf Listenplatz 1 der SPD in Bremerhaven, in die 21. Bürgerschaft gewählt. Die Fraktion wählte ihn im Juni 2023 zum stellvertretenden Fraktionsvorsitzenden. 
Günthner legte am 31. Dezember 2023 sein Mandat für die Bremische Bürgerschaft nieder. Für ihn rückte Jörg Zager ins Parlament nach.
Anfang 2024 wurde er hauptamtlicher Stadtrat für Soziales, Arbeit, Jugend und Familie im Magistrat der Stadt Bremerhaven.

### Weitere Mitgliedschaften
Günthner ist Mitglied im Verwaltungsrat der Weser-Elbe-Sparkasse. Er gehörte dem Verwaltungsrat des Deutschen Schiffahrtsmuseums Bremerhaven, dem Stiftungsrat der Stiftung Wohnliche Stadt und dem Aufsichtsrat der Bremer Lagerhaus-Gesellschaft – Aktiengesellschaft von 1877 an. Von 2021 bis 2022 war er Mitglied des Vorstands der OAS AG, einem mittelständischen Unternehmen mit Sitz in Bremen.